# Baudette (Minnesota)
Baudette – miasto w Stanach Zjednoczonych, w stanie Minnesota, siedziba administracyjna hrabstwa Lake of the Woods.